# Rizhao
Rizhao (日照; pinyin: Rìzhào) er en by på præfekturniveau i Folkerepublikken Kinas provins Shandong med ca. 2.830.000 millioner indbyggere (2007) på et areal på 5.310 km². Den ligger på den sydlige del af Shandonghalvøen ud til Østkinesiske Hav. 

## Administrative enheder
Rizhao består af to bydistrikter og to amterr:
- Distriktet Donggang (东港区), 1.507 km², 840.000 indbyggere, centrum;
- Distriktet Lanshan (岚山区), 408 km², 270.000 indbyggere;
- Amtet Wulian (五莲县), 1.443 km², 510.000 indbyggere;
- Amtet Ju (莒县), 1.952 km², 1,1 mill. indbyggere.